# Ђуро Вујовић
Ђуро Вујовић Шпанац (Љуботињ, код Цетиња, 14. април 1911 — Тјентиште, код Фоче, 9. јун 1943) био је учесник Шпанског грађанског рата и Народноослободилачке борбе и народни херој Југославије. Од 1942. био је један од неколико личних пратилаца Врховног команданта НОВ и ПОЈ Јосипа Броза Тита.

## Биографија
Рођен је 14. априла 1911. у селу Љуботињ, код Цетиња. Потицао је из сиромашне земљорадничке породице Стевана Вујовића. У родном месту је завршио основну школу, након чега је остао у селу, где се бавио земљорадњом и ишао у надницу код богатијих сељака. Средином 1920-их напустио је родно село и пошао у свет.
Током учења браварског заната, прикључио се радничком покрету и 1929. постао члан Комунистичке партије Југославије (КПЈ). У нади за бољом зарадом, почетком 1930-их отишао је у иностранство, где је једно време радио као рудар у Белгији. Као радник-пролетер осећао је солидарност са својим друговима рударима, са којима је заједно октобра 1936. отишао у Шпанију, где је вођен грађански рат између снага лојалних Влади Шпанске републике, коју је сачињавао Народни фронт (коалиција социјалиста, комуниста и лево оријентисаних републиканаца) и војних јединица, предвођених генералом Франсиском Франком, кога су подржавале фашистичке Италија и Немачка. У оквиру Интернационалних бригада, сачињених од антифашиста из читавог света, Вујовић, кога су саборци у Шпанији звали Георг, борио се скоро две године.
Крајем 1938. под притиском западних земаља, Влада Шпанске раепублике је морала да распусти Интернационалне бригаде, након чега је заједно са другим добровоцима из Југославије прешао у Француску. Како је Краљевина Југославија забранила повратак у земљу шпанским добровољцима, они су у били смештени у сабирним логорима у Француској. Након немачке окупације Француске, напустио је логор и под тешким условима се пребацио у Југославију.
Повратком у земљу, дошао је у родни крај, где се активно укључио у револуционарни покрет. После окупације Југославије, 1941. учествовао је у припреми устанка и Тринаестојулском устанку у цетињском крају. Како је имао богато ратно искуство радио је на обучавању бораца у руковању оружјем и извођењу диверзија. Био је борац Љуботињског партизанског одреда, са којим је учествовао у многим борбама против италијанског окупатора. Половином новембра 1941. међу првима се као добровољац јавио  у Ловћенски партизански батаљон, који је укључен у састав Црногорски одред за операције у Санџаку. У саставу овог одреда учествовао је 1. децембра 1941. у неуспешном нападу на италијански гарнизон у Пљевљима.
Током напада на Пљевља, својим искуством је значајно помогао команди своје чете да се организује у условима борбе у насељеном месту. Након италијанског одбијања напада, током кога су претрпљене велике жртве, дошло је до деморализације бораца и њиховог осипања, јер су многи одлучили да се врате кућама. Вујовић је тада остао међу броцима Ловћенског батаљона, са којим је 21. децембра 1941. ушао у састав тада формирана Прва пролетерска ударна бригада, као њен Први батаљон.
Са Првом пролетерском бригадом Вујовић је учествовао на њеном путу по источној Босни — на Романији, Игману, код Калиновика и др. Као један од војнички најспособнијих бораца, али и оних у које се имало велико поверења, фебруара 1942. заједно са групом бораца је упућен у Фочу, која је тада била центар слободне територије. Овде је укључен у састав Пратећег вода Врховног штаба, који је убрзо потом прерастао у Пратећу чету Врховног штаба. Како се истицао војничким исуством и способностима, одрђен је за личног пратиоца Врховног команданта Јосипа Броза Тита.
Поред Вујовића, лични пратиоци Врховног команданта НОВ и ПОЈ били су — Бошко Чолић, од септембра 1941; Раде Ристановић, од јуна 1942. и Никола Никица Прља, као возач-пратилац, од августа 1942. године.
Погинуо је 9. јуна 1943. на Милинкладама, код Тјентишта, током битке на Сутјесци. Истом приликом рањен је Јосип Броз Тито, а погинули су члан британске војне мисије капетан Бил Стјуарт, командант Четврте пролетерске ударне бригаде Василије Ђуровић Вако и још неколико партизана.
Указом Президијума Народне скупштине ФНР Југославије број 332/46 од 4. јула 1946. проглашен је за народног хероја.